# Max Sunyer
Max Sunyer (la Pobla de Massaluca, Terra Alta, 1947) és un guitarrista català de jazz rock.

## Biografia
Als set anys estudià solfeig i violí amb el seu pare. Als catorze anys s'instal·là a Barcelona. Es va interessat ràpidament per la guitarra elèctrica. Amb un aprenentatge totalment autodidacta, el 1964 començà a actuar amb diverses formacions de música de ball, ampliant els seus coneixements amb els músics que anava trobant i amb algun mètode de jazz de difícil obtenció.
Del 1968 al 1972 va aprendre guitarra clàssica amb el mestre Gracià Tarragó, tot i sense deixar de banda el món de la guitarra elèctrica i el del jazz, en els quals de manera progressiva s'introduí professionalment com a compositor-creador i intèrpret-estilista. Va formar part de grups com Vértice i Tapiman.
L'any 1974 entra a formar part del grup Iceberg, un quartet que va treballar a la recerca d'una música pròpia en una línia de fusió jazz-rock autòcton. El grup es dissol després d'enregistrar cinc LPs.
A partir del 1979 es dedica a actuar en diferents formacions, entre elles Pegasus i d'altres.

## Altres activitats
- Professor al Centre d'Estudis Musicals del Barri de la Ribera durant el 1980 i el 1981, i, des del 1984, dona seminaris i màster classes per Espanya.
- Director acadèmic de L'Aula de Música Moderna i Jazz del Conservatori Liceu de 2002 a 2004.
- Director de l'àrea de Jazz i Música Moderna dels Estudis Superiors del Conservatori Liceu (2004).
- Director musical dels 12 primers números de les publicacions Revista de Jazz i Bajista.
- Director, realitzador i presentador del programa de ràdio iJazzClub, a emissora iCat FM des de l'abril de l'any 2006.
- President de l'Associació de Músics de Jazz i Música Moderna de Catalunya (AMJM) des de l'any 2004.
- Vicepresident de la Federació Unió de Músics de Catalunya (UMC) de 2004 a 2009 i actual president.
- Des del 1987 fins a 2001 ha format part de la junta directiva de la SGAE.[8]
- Des de 1989 fins a 1998 ha format part del consell d'administració de l'AIE.
- Membre del Consell de Cultura de Barcelona (CCB).[9]

## Discografia

### Max Sunyer
- Babel (1979)
- Jocs privats (1980)
- Trio (1981)
- Ficcions (1984)
- Silencis (1988)
- Sal marina (1989)
- Nòmades (1992)
- Ficcions Special Edition + bonus tracks (1993)
- 1972 (1994)
- Arroz con costra (1995)
- Black Coral (1995)
- Nuestro Río (2002)
- MaxSunyerSecrets (2006)

### Vértice
- Vértice (1970)

### Tapiman
- Tapiman (1971)
- Tapiman (1972)

### Iceberg
- Tutankhamon (1975)
- Coses nostres (1976)
- Sentiments (1977)
- En directe (1978)
- Arc-en-ciel (1979)

### Pegasus
- Nuevos encuentros (1982)
- Comunicació (1983)
- Communication (1985, Alemanya)
- Montreux Jazz Festival (1984)
- Searching (1985)
- Berlin Simfonia d'una gran ciutat (1988)
- Còctel (1988)
- El setè cercle (1990)
- Selva pagana (1996)
- La prehistòria/Maquetes primigènies (2001)
- STANDBY...ON! (2014)

### Guitarras Mestizas
- Guitarras Mestizas (1999)
- Delta 2000 (2000)

### Col·laboracions
- Rock and roll music (1972)
- We are digging The Beatles (Peter Roar i Lucky Guri) (1972)
- Canarios vivos (Los Canarios) (1972)
- Ara va de rock (Ara va de Bo) (1992)
- Montecristo (1978)
- Barriu chinu (Tribu) (1978)
- I'm the boss (Tito Duarte) (1979)
- Seis por seis (1982)
- Carles Benavent (1983)
- 25 anys Arisa music show (1986)
- Moments (Calitja Jazz) (1992)
- Al límite, vivo y salvaje (Ramoncín) (1991)
- Azul (Salvador Niebla) (1997)
- Dragon Dream (A. Jacob) (1999)
- A més a més ha participat en la gravació d'un centenar de discos senzills i uns 70 elapés d'altres artistes, com Joan Manuel Serrat, Pau Riba, Ia & Batiste, Los Amaya, Paco Herrera i un llarg etcètera; així com en la creació de bandes sonores per a pel·lícules com Bilbao, de Bigas Luna; 3 por 4, de Manuel Yborra; El extranger-oh! de la calle Cruz del Sur, de Jordi Grau; Quimera, de Carlos Pérez Ferrer, etc.

## Premis

### Amb Iceberg
- Votació popular a la revista Popular 1. Millor grup nacional (1976 i 1977)
- Millor grup nacional en directe (1976, 1977 i 1978)
- Premi del diari YA al millor grup (1976)
- Premi del diari La Voz de España al millor grup (1976)
- Número 1 al European Pop Jury de Suècia (1977)
- Premi de Radio Popular de San Sebastián al millor grup (1976)

### Com a Max Sunyer
- Votació popular de la revista Popular 1. Millor guitarrista nacional (1976, 1977, 1978 i 1979)
- Votació de la crítica del diari El País: Estos son los que suenan. Millor guitarra nacional (1980)
- Premi Personaje destacado en la programació de Radio Juventud de Madrid (RTVE) el (1981)

### Amb Pegasus
- Primer premi del Premi del Disc de la Generalitat de Catalunya (1985)
- Premi Piano al millor grup (1985)
- Premi Quàrtica Jazz (votació popular) al millor grup nacional (1986)
- Premi ARC al millor grup de jazz (2009)